# Prix Charles-Lagrange
Pour les articles homonymes, voir Lagrange.
Le Prix Charles Lagrange est un prix monétaire, reconnaissant le meilleur travail mathématique ou expérimental contribuant au progrès des connaissances mathématiques dans le monde. Il a été décerné pour la première fois en 1952 par l'Académie Royale de Belgique, Classe des Sciences. Les lauréats peuvent être belges ou étrangers. 

## Lauréats
Les lauréats du prix Charles Lagrange sont,:  
- 1932: William Bowie
- 1944: Georges Jean Maury
- 1948: Harold Jeffreys
- 1952: Beno Gutenberg
- 1956: Jean Coulomb
- 1960: Jean Verbaandert
- 1960: Paul Melchior
- 1964: Hitoshi Takeuchi
- 1968: RO Vicente
- 1972: Desmond King-Hele (en)
- 1976: Carlo Denis
- 1980: Augustinus Nolet
- 1984: André Berger
- 1988: Véronique Dehant
- 1992: Salim Djenidi
- 1992: Christian Tricot
- 2000: Louis François
- 2000: Viviane Pierrard
- 2008: Frederik J. Simons (en)
- 2012: Aida Alvera-Azcárate[3]
- 2020: François Massonnet [4]